# Szydłowce
Szydłowce – wieś na Ukrainie, w  rejonie czortkowskim obwodu tarnopolskiego, w hromadzie Husiatyn.

## Historia
We wsi osiadł powstaniec styczniowy mjr Gustaw Strawiński (1837-1905).
W II Rzeczypospolitej stacjonowały tu jednostki graniczne Wojska Polskiego: w lutym 1922 w Szydłowcach wystawiła placówkę 3 kompania 23 batalionu celnego, a po 1924 w miejscowości stacjonowała strażnica KOP „Szydłowce”.
W czerwcu 1937 w Szydłowcach poświęcono kościół i dom ludowy.
W 2001 wieś liczyła 241 mieszkańców.
Do 2020 roku część rejonu husiatyńskiego, od 2020 – czortkowskiego.